# عمرو الجیوشی
عمرو الجیوشی (انگلیسی: Amro El-Geioushy؛ زادهٔ ۱ ژوئیهٔ ۱۹۷۱) بازیکن هندبال اهل مصر بود.